# Dorota Gil
Dorota Zofia Gil (ur. w 1962 w Krakowie) – prof. dr hab., slawista, literaturoznawca, specjalistka w zakresie starych literatur słowiańskich oraz kultury duchowej Słowian prawosławnych, literatur wieku XIX oraz geopolityki Bałkanów.

## Życiorys
W 1986 ukończyła studia rusycystyczne, a w 1989 studia z zakresu filologii serbskiej na Uniwersytecie Jagiellońskim. Wykładowca Instytutu Filologii Słowiańskiej Uniwersytetu Jagiellońskiego i uniwersytetu w Wenecji. Pracę doktorską, pisaną pod kierunkiem Aleksandra Naumowa obroniła w 1993, stopień doktora habilitowanego uzyskała w 2005 r. 6 kwietnia 2021 otrzymała tytuł profesora nauk humanistycznych.
W 2005 roku jej książka Prawosławie. Historia. Naród. Miejsce kultury duchowej w serbskiej tradycji i współczesności została uhonorowana nagrodą indywidualną ministra nauki i szkolnictwa wyższego.
Brała udział w licznych konferencjach międzynarodowych w Polsce, we Włoszech i w krajach b. Jugosławii.

## Publikacje książkowe
- 1995: Serbska hymnografia narodowa, Prace Instytutu Filologii Słowiańskiej Uniwersytetu Jagiellońskiego ; nr 15. ISBN 83-903732-1-1
- 2005: Prawosławie. Historia. Naród. Miejsce kultury duchowej w serbskiej tradycji i współczesności, Wydawnictwo Uniwersytetu Jagiellońskiego. ISBN 83-233-1951-0
- 2019: Dylematy identyfikacyjne w obrębie serbsko-czarnogórskiej kulturosfery: dawne i współczesne modele (auto)refleksji, Wydawnictwo Uniwersytetu Jagiellońskiego, ISBN 978-83-233-4636-4